# Anthony Johnson (peleador)
Anthony Kewoa Johnson (Dublin, Georgia; 6 de marzo de 1984 - 13 de noviembre del 2022) fue un artista marcial mixto estadounidense que compitió en la categoría de peso semipesado en Bellator MMA y Ultimate Fighting Championship (UFC).

## Primeros años
Anthony Kewoa Johnson nació el 6 de marzo de 1984 en Dublin, Georgia, Estados Unidos. Johnson tenía diez hermanos y fue criado por sus abuelos, quienes lo adoptaron a la edad de dos años. Johnson fue el único adoptado por sus abuelos.

## Carrera en artes marciales mixtas

### Ultimate Fighting Championship
Johnson debutó en la UFC el 12 de junio de 2007 en UFC Fight Night 10 frente a Chad Reiner. Johnson ganó la pelea por KO a los 13 segundos de empezar el combate.
Rich Clementi lo derrotaría en UFC 76, a través de una sumisión en la segunda ronda.
Johnson derrotó a Tom Speer en UFC Fight Night 13 por KO.
Su siguiente pelea la perdería ante Kevin Burns por un piquete de ojo accidental en UFC Fight Night 14. En su revancha, Johnson derrotaría a Burns por KO (patada a la cabeza) en la tercera ronda para ganar el premio al KO de la Noche.
Johnson se enfrentó a Luigi Fioravanti el 7 de febrero de 2009 en UFC Fight Night 17. Johnson ganó la pelea por nocaut en la primera ronda.
En UFC 104, Johnson derrotó al japonés Yoshiyuki Yoshida por KO en la primera ronda.
Josh Koscheck lo derrotó en UFC 106, la pelea obtuvo el premio a la Pelea de la Noche.
Johnson se enfrentó a Dan Hardy en UFC Fight Night 24. Él ganó la pelea por decisión unánime.
En UFC on Versus 6, Johnson noqueo a Charlie Brenneman con una patada a la cabeza, ganando así el premio al KO de la Noche.
Su última pelea en la UFC fue ante Vitor Belfort el 14 de enero de 2012 en UFC 142. Belfort lo sometió con una estrangulación trasera en la primera ronda. Tras la derrota, Johnson fue despedido de la UFC.

### Retorno a UFC
El 4 de febrero de 2014, se anunció que Johnson había firmado un contrato de cuatro peleas para volver a la UFC.
En su regreso, Johnson se enfrentó a Phil Davis el 26 de abril de 2014 en UFC 172. Johnson ganó la pelea por decisión unánime.
Johnson se enfrentó a Antônio Rogério Nogueira el 26 de julio de 2014 en UFC on Fox 12. Johnson ganó la pelea por nocaut técnico en la primera ronda a los 44 segundos, ganando así el premio a la Actuación de la Noche.
El 24 de enero de 2015, Johnson se enfrentó a Alexander Gustafsson en UFC on Fox 14. Johnson ganó la pelea por nocaut técnico en la primera ronda, ganando así el premio a la Actuación de la Noche.
El 23 de mayo de 2015, Johnson se enfrentó a Daniel Cormier por el campeonato vacante de peso semipesado en UFC 187. Johnson perdió la pelea por sumisión en la tercera ronda.
Johnson se enfrentó a Jimi Manuwa el 5 de septiembre de 2015 en UFC 191. Johnson ganó la pelea por nocaut en la segunda ronda, ganando así el premio a la Actuación de la Noche.
Johnson se enfrentó a Ryan Bader el 30 de enero de 2016 en UFC on Fox 18. Johnson ganó la pelea por nocaut en la primera ronda, ganando así el premio a la Actuación de la Noche.
El 20 de agosto de 2016, Johnson se enfrentó a Glover Teixeira en UFC 202. Ganó la pelea por KO en 13 segundos.
Johnson tuvo su revancha contra Daniel Cormier por el Campeonato de Peso Semipesado el 8 de abril de 2017 en UFC 210. Johnson perdió la pelea por segunda vez por sumisión en la segunda ronda. Tras la pelea, Johnson anunció su retiro de la UFC.

## Carrera de actor
Johnson interpretó al peleador Orlando «Midnight» Le en la película Warrior de 2011, dirigida por Gavin O'Connor.

## Problemas legales
Johnson fue declarado culpable de violencia doméstica en 2008 después de no refutar los cargos y recibió una sentencia de libertad condicional de tres años.
Su exnovia lo acusó de violencia doméstica en 2014. Se publicó un informe policial citando la acusación contra Johnson, pero no se presentaron cargos.
Johnson fue arrestado en Boca Ratón, Florida en 2019 y acusado de violencia doméstica. Los cargos contra Johnson se retiraron después de que llegó a un acuerdo con los fiscales y accedió a asistir a un curso de manejo de la ira. Además, debido a que dio positivo por marihuana, se le exigió que realizara pruebas de drogas cada dos semanas.
El 8 de mayo de 2021, un día después de derrotar a Augusto en su última pelea de artes marciales mixtas, fue arrestado en el casino Mohegan Sun de Uncasville, Montville, Connecticut y acusado de robo de identidad por usar una tarjeta de crédito robada. Johnson fue liberado después de pagar una fianza de $ 500.

## Fallecimiento
Johnson falleció el 13 de noviembre de 2022, a la edad de 38 años, debido a una disfunción orgánica causada por Linfohistiocitosis hemofagocítica y Linfoma no hodgkiniano.

## Campeonatos y logros
- Ultimate Fighting Championship
  - Actuación de la Noche (Cuatro veces)
  - KO de la Noche (Dos veces)
  - Pelea de la Noche (Una vez)

## Récord en artes marciales mixtas
| Resultado | Récord | Oponente                 | Método                      | Evento                               | Fecha                    | Ronda | Tiempo | Localización                | Notas                                                                           |
| --------- | ------ | ------------------------ | --------------------------- | ------------------------------------ | ------------------------ | ----- | ------ | --------------------------- | ------------------------------------------------------------------------------- |
| Victoria  | 23–6   | José Augusto             | KO (golpe)                  | Bellator 258                         | 7 de mayo de 2021        | 2     | 1:30   | Uncasville, Connecticut     |                                                                                 |
| Derrota   | 22–6   | Daniel Cormier           | Sumisión (rear-naked choke) | UFC 210                              | 8 de abril de 2017       | 2     | 3:37   | Buffalo, Nueva York         | Por el Campeonato de Peso Semipesado de UFC.                                    |
| Victoria  | 22–5   | Glover Teixeira          | KO (golpe)                  | UFC 202                              | 20 de agosto de 2016     | 1     | 0:13   | Las Vegas, Nevada           |                                                                                 |
| Victoria  | 21–5   | Ryan Bader               | KO (golpes)                 | UFC on Fox: Johnson vs. Bader        | 30 de enero de 2016      | 1     | 1:26   | Newark, Nueva Jersey        | Actuación de la Noche.                                                          |
| Victoria  | 20–5   | Jimi Manuwa              | KO (golpes)                 | UFC 191                              | 5 de septiembre de 2015  | 2     | 0:28   | Las Vegas, Nevada           | Actuación de la Noche.                                                          |
| Derrota   | 19–5   | Daniel Cormier           | Sumisión (rear-naked choke) | UFC 187                              | 23 de mayo de 2015       | 3     | 2:39   | Las Vegas, Nevada           | Por el Campeonato Vacante de Peso Semipesado de UFC.                            |
| Victoria  | 19–4   | Alexander Gustafsson     | TKO (golpes)                | UFC on Fox: Gustafsson vs. Johnson   | 24 de enero de 2015      | 1     | 2:15   | Estocolmo                   | Eliminatoria por el título; Actuación de la Noche.                              |
| Victoria  | 18–4   | Antônio Rogério Nogueira | TKO (golpes)                | UFC on Fox: Lawler vs. Brown         | 26 de julio de 2014      | 1     | 0:44   | San José, California        | Actuación de la Noche.                                                          |
| Victoria  | 17–4   | Phil Davis               | Decisión (unánime)          | UFC 172                              | 26 de abril de 2014      | 3     | 5:00   | Baltimore, Maryland         |                                                                                 |
| Victoria  | 16–4   | Mike Kyle                | KO (golpe)                  | WSOF 8                               | 18 de enero de 2014      | 1     | 2:03   | Hollywood, Florida          | Regreso peso semipesado.                                                        |
| Victoria  | 15–4   | Andrei Arlovski          | Decisión (unánime)          | WSOF 2                               | 23 de marzo de 2013      | 3     | 5:00   | Atlantic City, Nueva Jersey | Debut peso pesado.                                                              |
| Victoria  | 14–4   | D.J. Linderman           | KO (golpe)                  | WSOF 1                               | 3 de noviembre de 2012   | 1     | 3:58   | Las Vegas, Nevada           |                                                                                 |
| Victoria  | 13–4   | Jake Rosholt             | TKO (patada a la cabeza)    | Xtreme Fight Night 8                 | 21 de septiembre de 2012 | 2     | 4:22   | Tulsa, Oklahoma             |                                                                                 |
| Victoria  | 12–4   | Esteves Jones            | TKO (golpes)                | Titan FC 24                          | 24 de agosto de 2012     | 2     | 0:51   | Kansas City, Kansas         | Debut en peso semipesado.                                                       |
| Victoria  | 11–4   | Dave Branch              | Decisión (unánime)          | Titan FC 22                          | 25 de mayo de 2012       | 3     | 5:00   | Kansas City, Kansas         | Peso acordado de 195 libras (88 kg).                                            |
| Derrota   | 10–4   | Vitor Belfort            | Sumisión (rear-naked choke) | UFC 142                              | 14 de enero de 2012      | 1     | 4:49   | Río de Janeiro              | Debut peso medio. Johnson falló el pesaje. Peso acordado de 197 libras (89 kg). |
| Victoria  | 10–3   | Charlie Brenneman        | TKO (patada a la cabeza)    | UFC Live: Cruz vs. Johnson           | 1 de octubre de 2011     | 1     | 2:49   | Washington D. C.            | KO de la Noche.                                                                 |
| Victoria  | 9–3    | Dan Hardy                | Decisión (unánime)          | UFC Fight Night: Nogueira vs. Davis  | 26 de marzo de 2011      | 3     | 5:00   | Seattle, Washington         |                                                                                 |
| Derrota   | 8–3    | Josh Koscheck            | Sumisión (rear-naked choke) | UFC 106                              | 21 de noviembre de 2009  | 2     | 4:47   | Las Vegas, Nevada           | Pelea de la Noche.                                                              |
| Victoria  | 8–2    | Yoshiyuki Yoshida        | KO (golpe)                  | UFC 104                              | 24 de octubre de 2009    | 1     | 0:41   | Los Ángeles, California     | Peso acordado de 176 libras (79 kg).                                            |
| Victoria  | 7–2    | Luigi Fioravanti         | TKO (golpes)                | UFC Fight Night: Lauzon vs. Stephens | 7 de febrero de 2009     | 1     | 4:39   | Tampa, Florida              |                                                                                 |
| Victoria  | 6–2    | Kevin Burns              | KO (patada a la cabeza)     | The Ultimate Fighter 8 Finale        | 13 de diciembre de 2008  | 3     | 0:28   | Las Vegas, Nevada           | KO de la Noche.                                                                 |
| Derrota   | 5–2    | Kevin Burns              | TKO (lesión en el ojo)      | UFC Fight Night: Silva vs. Irvin     | 19 de julio de 2008      | 3     | 3:35   | Las Vegas, Nevada           |                                                                                 |
| Victoria  | 5–1    | Tom Speer                | KO (golpes)                 | UFC Fight Night: Florian vs. Lauzon  | 2 de abril de 2008       | 1     | 0:51   | Broomfield, Colorado        |                                                                                 |
| Derrota   | 4–1    | Rich Clementi            | Sumisión (rear-naked choke) | UFC 76                               | 22 de septiembre de 2007 | 2     | 3:05   | Anaheim, California         | Peso acordado de 177 libras (80,2 kg).                                          |
| Victoria  | 4–0    | Chad Reiner              | KO (golpes)                 | UFC Fight Night: Stout vs. Fisher    | 12 de junio de 2007      | 1     | 0:13   | Hollywood, Florida          |                                                                                 |
| Victoria  | 3–0    | Keith Wilson             | Decisión (mayoritaria)      | Rocky Mountain Nationals: Demolition | 16 de septiembre de 2006 | 2     | 5:00   | Denver, Colorado            | Ganó el torneo de Rocky Mountain Nationals.                                     |
| Victoria  | 2–0    | Rich Moskowitz           | Decisión (unánime)          | Rocky Mountain Nationals: Demolition | 16 de septiembre de 2006 | 2     | 5:00   | Denver, Colorado            |                                                                                 |
| Victoria  | 1–0    | Jonathan Romero          | TKO (golpes)                | PF 2: Live MMA                       | 18 de agosto de 2006     | 1     | 1:09   | Hollywood, California       |                                                                                 |